# Eurycoccus yuccae
Eurycoccus yuccae är en insektsart som beskrevs av Ferris 1953. Eurycoccus yuccae ingår i släktet Eurycoccus och familjen ullsköldlöss. Inga underarter finns listade i Catalogue of Life.